# 萨图尼诺·马丁内斯
萨图尼诺·马丁内斯（西班牙語：Saturnino Martínez，1927年11月30日—1960年11月7日），墨西哥男子足球运动员，司职后卫。他曾代表墨西哥国家队参加1954年国际足联世界杯，结果队伍止步小组赛阶段。